# Motorama (película)
Motorama es una comedia negra estadounidense estrenada en 1991 durante el Festival Internacional de Cine de Toronto. La película es acerca de un jovencito de 10 años, «Gus», interpretado por Jordan Christopher Michael, que se convierte en un forajido buscando encontrar ocho cartas que le harán ganar un premio de 500 millones de dólares. 
Algunos de los actores de esta película son Martha Quinn, Michael Naegel, Susan Tyrrell, Harper Flaherty, John Laughlin, John Diehl, Jack Nance, Drew Barrymore, Flea  y Meat Loaf. Fue escrita por Joseph Minion.

## Sinopsis
Después de una noche de escuchar a sus padres pelear a causa de sus problemas de dinero, Gus, un niño de diez años, toma una alcancía con todos sus ahorros y fabrica unos pequeños zancos que le permiten alcanzar los pedales de un Ford Mustang que se roba. Su plan es encontrar ocho cartas de un concurso llamado «Motorama» en el que la empresa Chimera Gas Company promete un premio de $500 millones de dólares. Las cartas, que se entregan a los usuarios de las estaciones de servicio al comprar gasolina, tienen forma de rombo, son de color rojo y tienen una de las ocho letras de la palabra motorama o en su defecto un «sorry».
Recorre varios puntos de su país -que no es un país real, sino que recuerda las planicies del centro de los Estados Unidos-, hasta que se queda sin dinero. Decide robarle gasolina a una pareja, pero es sorprendido por la misma, quienes lo atacan, lastimándole uno de sus ojos antes de darse cuenta de que sólo se trata de un niño. Un médico revisa a Gus y sugiere realizarle una cirugía, pero la pareja lo descarta.
Usando un parche en el ojo, un motociclista se burla de él y lo desafía a pulsear por dinero. Gus acepta el reto pero pierde, y el motociclista lo humilla imprimiéndole un tatuaje degradante.
Al continuar con su viaje, sufre un accidente y su automóvil queda inutilizable. Caminando por la ruta se encuentra con una versión más vieja de él, el cual ha caído en la locura por no haber encontrado nunca la última de las letras faltantes para formar la palabra motoroma y reclamar el premio. Luego de ello su cabello se vuelve canoso y todo el mundo empieza a tratarlo como a un anciano, pese a todavía tener aspecto de niño. 
Finalmente en una estación de servicio atendida por un discapacitado mental encuentra la carta que le faltaba. En consecuencia visita las oficinas de Chimera Gas Company para cobrar su premio. Sin embargo allí es tratado por todos como un niño y le niegan el dinero, diciéndole primero que el haber recolectado las ocho cartas no lo hacía ganador del premio sino candidato para ganar el premio, y confesándole luego que el concurso estaba diseñado para que nadie nunca lo ganase. 
Ante el enojo de Gus, un guardia de seguridad lo arroja por la ventana. El niño cae sobre un espejo de agua, y, al salir, encuentra el Ford Mustang intacto y su ojo sano. Además ya no tiene el tatuaje y su cabello recuperó su color natural. Decide volver a su casa haciendo autostop. Mientras avanza, se encuentra que un hombre al que le causó al inicio de su aventura un accidente y creyó haberlo dejado muerto, en realidad está vivo, pero severamente herido. Por ello decide compensarlo ayudándolo a atender la estación de servicio que posee. 
Gus atiende a un apostador que le dice que acaba de ganar un millón de dólares y le muestra el dinero. El hombre luego se aleja, y sufre el mismo accidente que había sufrido el hombre de la estación de servicio al que Gus está ayudando.